# Snímač teploty
Snímač teploty je technické čidlo se zabudovaným teploměrem, které snímá teplotu v nějakém významném bodě a naměřené hodnoty odesílá do řídící jednotky. Často slouží jako bezpečnostní prvek kontrolující správnou funkci systému (zabezpečuje systém proti přehřátí).

## Automobil
V automobilu je jeden velmi důležitý snímač teploty umístěn na hlavě válců, kde snímá teplotu motoru. Naměřená hodnota se typicky zobrazuje na palubní desce.

## Počítač
Moderní počítače zpravidla obsahují několik snímačů teploty, které kontrolují teplotu důležitých součástí systému, jako je procesor, pevný disk, operační paměť apod. V případě přehřátí obvykle dojde k automatickému vypnutí počítače, aby se zabránilo jeho poškození.

## Konstrukce
Je to polovodičový rezistor, který funguje na principu čím větší teplo, tím menší elektrický odpor. Tento elektronický signál směřuje do řídicí jednotky.